# NGC 5944
NGC 5944 (również PGC 55321 lub HCG 76A) – galaktyka spiralna (Sbc), znajdująca się w gwiazdozbiorze Węża. Należy do zwartej grupy galaktyk Hickson 76 (HCG 76).
Odkrył ją Lewis A. Swift 19 kwietnia 1887 roku wraz z trzema sąsiednimi galaktykami. Wszystkie cztery zostały skatalogowane przez Johna Dreyera w New General Catalogue, jednak ze względu na niedokładność pozycji podanych przez Swifta, identyfikacja trzech z tych galaktyk (NGC 5941, NGC 5942 i NGC 5944) nie jest pewna.